# Parafia św. Marcina w Pacanowie
Parafia Świętego Marcina – parafia rzymskokatolicka w Pacanowie.
Pacanowska parafia była erygowana na prośbę fundatora Siemiana z rodu Niegodziców przez biskupa krakowskiego Maurusa w 1110 roku. Należy do dekanatu stopnickiego diecezji kieleckiej. Mieści się przy ulicy Kościelnej. Na terenie parafii znajdują się domy zakonne: albertynek i kanoniczek Ducha Świętego.